# ハロウィンと夜の物語
『ハロウィンと夜の物語』（ハロウィンとよるのものがたり）はSound Horizonによる4枚目のメジャーシングル。2013年10月9日にポニーキャニオンから発売された。

## 概要
19世紀前半のアメリカを舞台とした「ある家族とハロウィンに纏わるお話」がテーマとなっている作品。
Sound Horizonとしては約3年振りのストーリーCDとなったほか、キングレコードからの移籍後、初めてのCDでもある。
CDは初回限定盤と通常盤が発売され、初回限定盤には「朝までハロウィン」のMVを収録したDVDが付属している。初回限定盤と通常盤ではジャケットやブックレットのデザイン、Track4に収録されているボーナストラックの音源などに違いがある。
DVDに収録されている人形劇のMVは『ひょっこりひょうたん島』などを手掛けた「人形劇団ひとみ座」が制作しており、9月28日にはCDの発売に先駆け全国10ヶ所の街頭ビジョンにて先行公開された。
また、CDの発売を記念してファミマ・ドット・コムとのコラボレーションアイテム「Sound Horizon×famima.com ハロウィンと夜の物語スペシャルクッキー缶」が数量限定で発売された。
2013年10月26日には、さいたまスーパーアリーナにてこのCDの楽曲を中心とする「Revo's Halloween Party」を開催。

## 収録曲

### CD
1. 星の綺麗な夜
2. 朝までハロウィン
3. おやすみレニー

### DVD
※初回限定版のみに付属
1. 朝までハロウィン 【Music Video】

## 制作・参加メンバー
全作詞・作曲・編曲
- Revo

ボーカル・ボイス
- Lenny with the Night[注 2]
- 木村花代

コーラス・ボイス
- Daisy×Daisy(MiKA)
- Joelle
- 木村花代
- 栗林みな実
- 沢城みゆき

ボイス
- 飛田展男
- 中村悠一
- Lenny-o'-Lantern

ナレーション
- Ike Nelson

ジャケットイラスト
- yokoyan